# Случай с рейсом 105

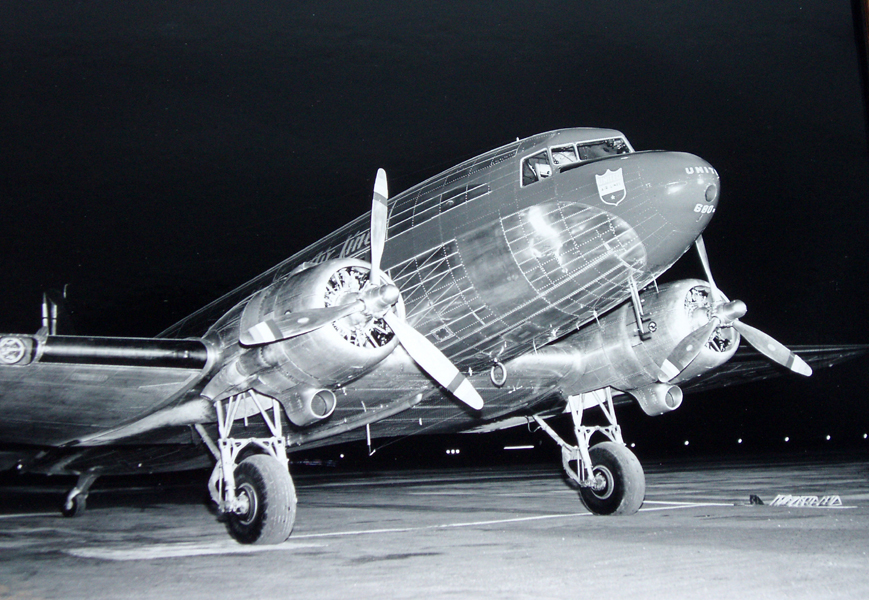
DC-3 авиакомпании United Airlines

4 июля 1947 года три члена экипажа самолёта DC-3 авиакомпании United Airlines, выполнявшего рейс 105, сообщили, что заметили множество неопознанных объектов в небе над Тихоокеанским Северо-Западом. Неделей ранее частный пилот Кеннет Арнольд сообщал, что видел в этой же местности похожие объекты. За сообщением Арнольда летом 1947 года последовало почти 800 аналогичных сообщений об НЛО. Через четыре дня после наблюдения НЛО рейсом 105 авиабаза Розуэлл опубликовала пресс-релиз, в котором говорилось, что они обнаружили разбившийся «летающий диск»; это заявление было быстро опровергнуто после того, как потерпевший крушение объект был идентифицирован как обычный метеозонд. В следующем месяце, 29 июля, экипаж самолёта, летевшего по тому же маршруту, также сообщил о неопознанных летающих объектах.
Случай с рейсом 105 стал первым сообщением об НЛО от профессиональных пилотов авиакомпании. После этого случая командир рейса 105 Эмиль Смит и частный пилот Кеннет Арнольд начали совместное расследование прочих сообщений о «летающих тарелках», в том числе мистификации об НЛО на острове Мори.
Военно-воздушные силы США в конечном счёте пришли к выводу, что экипаж рейса 105 наблюдал «обычный самолёт, воздушный шар, птиц или иллюзию».

## Предыстория
24 июня 1947 года над Каскадными горами (штат Вашингтон) частный пилот Кеннет Арнольд, по его же утверждениям, заметил цепочку из девяти «летающих тарелок», пролетавших мимо вулкана Рейнир со скоростью, по оценкам, превышающей 1200 миль в час (1932 км/ч). Это было первое послевоенное наблюдение НЛО, получившее общенациональное освещение в СМИ, а также считается первым в современной эпохе наблюдений НЛО. В течение последующих двух—трёх недель за ним последовали многочисленные сообщения об НЛО. Описание объектов Арнольдом также привело к тому, что СМИ быстро ввели термины «летающая тарелка» и «летающий диск» в качестве основных описательных терминов для НЛО.
В период с 24 июня по 4 июля со всей страны поступали сообщения о наблюдениях НЛО.

## Наблюдение НЛО
В 20:00 PST рейс 105 американской авиакомпании United Airlines, выполнявшийся на самолёте DC-3, вылетел из Бойсе (штат Айдахо), взяв курс на Пендлтон (штат Орегон). Оглядываясь на события последних дней, перед отправлением авиадиспетчер в шутку порекомендовал экипажу «быть начеку в поисках „летающих тарелок”».
В полёте второй пилот Ральф Стивенс сообщил о приближающемся свете и включил посадочные огни DC-3, чтобы предупредить приближающийся самолёт. Затем Стивенс и командир Эмиль Дж. Смит, как сообщается, наблюдали то, что Смит назвал «четырьмя или пятью „чем-то”». Смит описал объекты как «гладкие снизу и шероховатые сверху», но они не смогли сказать, были ли они «овальными или похожими на блюдца». Они сообщили, что один объект был больше остальных. Позже экипаж стал свидетелем того, что они интерпретировали как ещё четыре объекта.
Экипаж рейса 105 передал сообщение о наблюдении авиадиспетчеру Онтарио (штат Орегон).
Сообщается, что экипаж наблюдал объекты в течение 45 миль (или около 12 минут), прежде чем они исчезли «на огромной скорости», хотя экипаж не мог сказать, исчезли ли объекты из-за превышающей скорости DC-3 или из-за их действий. Стюардесса Марти Морроу, находившаяся за пределами кабины пилотов, сообщила, что тоже видела эти объекты. Согласно рассказу Смита, восемь пассажиров на борту не имели возможности наблюдать объекты, так как объекты в основном находились прямо перед самолётом.

## Последствия
На следующий день рассказ Смита о наблюдении НЛО был опубликован различными изданиями по всей стране, включая United Press. В 1948 году один журналист вспоминал: «Ни одно сообщение не потрясло скептиков так сильно, как рассказ командира Эмиля Дж. Смита, пилота-ветерана авиакомпании, и его экипажа... Здесь была суть, нечто такое, что казалось выше надуманных рассказов. Все это дело отдавало юмором, но история командира Смита и его экипажа, как и очень немногие другие репортажи, наводила на мысль о более глубоком, подлинном смысле, скрывающемся под поверхностью народного смеха. По имеющимся сведениям, это были компетентные люди, потрясенные собственным зрением. Было существенное доказательство, которое росло в атмосфере веселья».
Смит и его второй пилот были сфотографированы «сравнявшими показания» с первым свидетелем «летающей тарелки» Кеннетом Арнольдом. Журналист Дэйв Джонсон из Idaho Statesman и Кеннет Арнольд опубликовали отчёт, воссоздающий полёт рейса 105 из Бойсе в Пендлтон для СМИ. Арнольд сообщил, что его рассказ был «подтверждён» случаем с рейсом 105, заявив прессе: «Не может быть, чтобы всем что-то мерещилось... Я мог бы сомневаться в себе, но не могу сомневаться в таких наблюдателях, как командир Э. Дж. Смит». 12 июля Смит и Арнольд были допрошены агентами ФБР.
Через несколько дней после случая с рейсом 105 авиабаза Розуэлл сообщила прессе, что они обнаружили «летающий диск». На следующий день армия идентифицировала потерпевший крушение объект как обычный метеозонд. В следующем месяце совершенно другой экипаж, также пилотировавший рейс 105 авиакомпании United Airlines, сообщил о наблюдении НЛО.
Смит и Арнольд продолжили своё сотрудничество — в конце июля они отправились в Сиэтл (штат Вашингтон), чтобы исследовать мистификацию об НЛО на острове Мори, предполагаемую находку металла, обронённого «летающим диском».

## Объяснение и наследие
Командование военно-воздушных сил в конечном счёте пришло к выводу, что «поскольку наблюдение произошло на закате, когда наиболее вероятен иллюзорный эффект, объекты могли быть обычными самолётами, воздушными шарами, птицами или чистой иллюзией». Позже военно-воздушные силы указали на силу внушения, которая, вероятно, повлияла на наблюдателей во время повального увлечения НЛО в 1947 году.
Несмотря на официальные объяснения, случай с рейсом 105 остался в фольклоре об НЛО и теориях заговора.